# كارول دونر
كارول دونر (بالإنجليزية: Carol Downer)‏ هي محامية أمريكية، ولدت في 1933.